# Acfred I d'Aquitània
Acfred I d'Aquitania (?-927), Duc d'Aquitània (926-927), comte d'Alvèrnia, Bourges i Mâcon.

## Orígens Familiars
Segon fill de Acfred I de Carcassona, Comte de Carcassona i la seva muller Adelinda d'Alvèrnia

## Fets Destacables
Va heretar el Ducat d'Aquitania l'any 926 i alguns comtats, a la mort sense fills mascles del seu germà Guillem. A la seva mort, igual que el seu germà sens fills barons, el Ducat d'Aquitània va passar a mans d'Ebles Manser, comte de Bordeus i Poitou, fill de Rainulf II, antic pretenent al Ducat.
La seva filla va heretar el Comtat de Carcassona de mans del seu oncle Acfred II de Carcassona que havia mort sense descendents.

## Núpcies i Descendents
Es desconeix el nom de la seva esposa. El que si sabem és que va tenir una única filla:
- Arsenda d'Aquitània, comtessa de Carcassona